# General Câmara
General Câmara este un oraș în Rio Grande do Sul (RS), Brazilia.